# 하남드림휴게소
하남드림휴게소(河南드림休憩所, Hanam Dream Service Area)는 경기도 하남시 중부고속도로 117 (천현동)에 위치한 중부고속도로의 청주방향 첫 고속도로 휴게소이자 하남방향 마지막 고속도로 휴게소이다. 양방향 모두 휴게소가 통합형으로 존재하며, 하남 분기점에서 청주방향으로 약 900m, 하남 나들목에서 하남방향으로 약 1.5km 떨어진 지점에 있다. 휴게소 내에 회차로가 설치되어 있어 양방향 모두 반대방향으로 회차가 가능하다. 개장 당시 명칭은 동서울만남의광장휴게소였으나, 2005년 4월 1일에 하남(동서울)만남의광장휴게소로 변경되었다가, 2006년 4월 1일에 하남만남의광장휴게소로 변경되었고, 이후 2014년 7월에 현재의 하남드림휴게소로 명칭이 변경되었다. 다만, 지금도 중부고속도로 본선 상 표지판에는 여전히 하남만남의광장휴게소로 표시하고 있고, 한국도로공사 홈페이지에서는 하남만남휴게소로 표시하고 있다.

## 시설
- 브랜드매장 : 던킨도너츠, Bullsone
- 정유소 : 알뜰주유소
- LPG 충전소 : SK에너지
- 경정비소 : 없음
- 화물휴게소 : 없음

## 전후
청주 방향
- 하남 나들목 ← 하남드림휴게소 ← 하남 분기점
- 이천휴게소 ← 하남드림휴게소 ← 고속도로 종점

하남 방향
- 하남 나들목 → 하남드림휴게소 → 하남 분기점
- 이천쌀휴게소 → 하남드림휴게소 → 고속도로 종점

## 하남하이웨이파크
2013년 2월 7일 한국도로공사와 카페베네는 하남하이웨이파크 민자유치개발사업에 관한 업무협약을 체결했으며, 하남만남의광장휴게소를 연면적 65,572평방미터의 지하 2층, 지상 4층 규모의 본선 상공형 휴게소로 개발하려 했으며, 카페베네가 출자한 사업시행법인이 개발과 25년간 운영관리를 맡기로 되어 있었고, 한라건설이 시공사로 참여하기로 되어 있었으나, 같은 해 5월 2일 한국도로공사가 카페베네에 대해 계약 해지를 통보하게 되면서 하남하이웨이파크 민자유치개발사업이 사실상 무산되었다. 이후 2014년 한국도로공사에서 청년창업매장을 공모받았다.

## 다음 휴게소
하행선
- 중부고속도로 청주방향 이천휴게소 36km
- 광주원주고속도로 원주방향 경기광주휴게소 32km
- 서울양양고속도로 양양방향 가평휴게소 46km